# Marshall Plumlee
Marshall Harrison Plumlee (West Lafayette, 14 luglio 1992) è un ex cestista statunitense.

## Biografia
È il fratello minore sia di Miles che di Mason Plumlee, anch'essi cestisti in NBA.

## Carriera

### College (2012-2016)
Al college ha giocato per l'Università Duke esattamente come i suoi due fratelli. E proprio come loro (che lo vinsero insieme nel 2010) lui vinse il titolo NCAA nel 2015.

### NBA (2016-2018)

#### New York Knicks (2016-2017)
Dopo quattro anni al college si candidò per il Draft NBA 2016, ma senza venire scelto. A seguito di questo, andò a giocare la Summer League 2016 di Orlando con i New York Knicks. Il 7 luglio firmò un contratto garantito con gli stessi Knicks. A inizio stagione venne spedito dai Knicks ai Westchester Knicks, squadra affiliata in D-League vista la presenza nel suo ruolo di Joakim Noah, Kyle O'Quinn e Guillermo Hernangómez.
Il 21 novembre, dopo aver disputato due partite in D-League, viene richiamato dalla franchigia di New York a causa di un infortunio di Noah. Esordì lo stesso giorno nella gara casalinga vinta 104-94 contro gli Atlanta Hawks, partita in cui disputò 5 minuti in cui raccolse un rimbalzo ma senza segnare alcun punto. Giocò per la prima volta nel quintetto base nella sconfitta per 106-103 al Madison Square Garden contro gli Washington Wizards, in cui giocò 10 minuti dove mise a referto 2 rimbalzi, 1 assist e 1 palla rubata, ma senza segnare punti. Il 13 aprile 2017, nell'ultima gara della stagione, segnò il suo career-high di punti mettendo a referto una doppia-doppia con 14 punti e 11 rimbalzi partendo dalla panchina. L'8 luglio 2017 venne tagliato dai Knicks per liberare spazio salariale in vista dell'arrivo del free agent Tim Hardaway Jr.

#### Los Angeles e Agua Caliente Clippers (2017-2018)
Il 28 settembre 2017 firmò un contratto parzialmente garantito con i Los Angeles Clippers. Il 16 ottobre 2017 venne tagliato dalla franchigia di Los Angeles poco prima del termine del training camp. Successivamente venne aggregato al roster degli Agua Caliente Clippers, squadra affiliata al team californiano in G-League.

#### Milwaukee Bucks (2018)
Il 16 gennaio 2018 firmò un two-way contract con i Milwaukee Bucks.
Rimase con i cervi fino a fine stagione, giocando più partite in D-League con gli Wisconsin Herd che con i Bucks, giocando solo 8 partite in stagione regolare e nessuna nei play-off, lasciando la squadra a fine stagione

## La storia dietro al suo esordio
Alla fine della partita contro gli Atlanta Hawks (ovvero quella del suo esordio assoluto in NBA per l'ex centro di Duke) ha raccontato un retroscena dove ha spiegato le sue difficoltà ad arrivare: venne chiamato due ore prima della partita con gli Hawks e dovette andare di fretta. Dopo essere sceso dal treno a Grand Central, prese un taxi per dirigersi verso il luogo dove si giocò il match, ovvero il celeberrimo Madison Square Garden; però, a causa del traffico e della fine dei soldi (con sé aveva soltanto 60 dollari), decise di scendere prima dalla vettura facendo così a piedi l'ultimo tratto per arrivare al Madison. Arrivato disse ai trainer dei New York Knicks di non avere bisogno di riscaldamento in quanto corse per arrivare puntuale, lasciandoli attoniti.

## Statistiche

### College
| Anno       | Squadra          | PG  | PT | MP   | TC%  | 3P% | TL%  | RP  | AP  | PRP | SP  | PP  |
| ---------- | ---------------- | --- | -- | ---- | ---- | --- | ---- | --- | --- | --- | --- | --- |
| 2012-2013  | Duke Blue Devils | 19  | 0  | 2,6  | 12,5 | -   | 0,0  | 0,6 | 0,1 | 0,2 | 0,2 | 0,1 |
| 2013-2014  | Duke Blue Devils | 30  | 0  | 8,4  | 55,2 | -   | 35,3 | 2,2 | 0,3 | 0,2 | 0,6 | 1,3 |
| 2014-2015† | Duke Blue Devils | 39  | 0  | 9,6  | 76,2 | 100 | 71,0 | 2,4 | 0,3 | 0,2 | 0,6 | 2,2 |
| 2015-2016  | Duke Blue Devils | 36  | 36 | 30,5 | 68,8 | -   | 57,5 | 8,6 | 1,1 | 0,8 | 1,6 | 8,3 |
| Carriera   | Carriera         | 124 | 36 | 14,3 | 66,5 | 100 | 55,5 | 3,8 | 0,5 | 0,4 | 0,8 | 3,4 |

### NBA

#### Regular Season
| Anno      | Squadra         | PG | PT | MP  | TC%  | 3P% | TL%  | RP  | AP  | PRP | SP  | PP  |
| --------- | --------------- | -- | -- | --- | ---- | --- | ---- | --- | --- | --- | --- | --- |
| 2016-2017 | N.Y. Knicks     | 21 | 1  | 8,1 | 53,3 | 0,0 | 42,1 | 2,4 | 0,5 | 0,2 | 0,2 | 1,9 |
| 2017-2018 | Milwaukee Bucks | 8  | 0  | 6,5 | 33,3 | 0,0 | 75,0 | 2,1 | 0,3 | 0,0 | 0,1 | 1,8 |
| Carriera  | Carriera        | 29 | 1  | 7,7 | 51,5 | 0,0 | 57,1 | 2,3 | 0,4 | 0,1 | 0,2 | 1,9 |

## Palmarès
- McDonald's All-American Game (2011)
- Campione NCAA (2015)